# Stromae
Stromae ([stʁomae]), pseudonimo di Paul Van Haver (Etterbeek, 12 marzo 1985), è un cantautore, produttore discografico e rapper belga.
La sua produzione musicale è caratterizzata da uno stile che accosta l'hip hop e il soul alla musica elettronica.
Lo pseudonimo Stromae deriva dall'anagramma della parola «maestro» in verlan.

## Biografia

### Infanzia e formazione (1994-2008)
Paul Van Haver nasce il 12 marzo 1985 ad Etterbeek, nella regione di Bruxelles in Belgio, figlio di Pierre Rutare, architetto ruandese di etnia tutsi, nativo di Kigali e rimasto ucciso nell'aprile 1994 durante il genocidio del Ruanda, e Miranda Van Haver, madre fiamminga che dopo la scomparsa del marito lo crebbe da sola insieme ai quattro fratelli e a una sorella, utilizzando come prima lingua il francese. La famiglia dapprima visse a Bruxelles, salvo poi trasferirsi in periferia, a Laeken.
All'età di undici anni iniziò a coltivare la sua passione per la musica, iscrivendosi all'accademia musicale di Jette per partecipare ad alcuni corsi di solfeggio e di batteria.
Nel 2000 ha scelto lo pseudonimo di Opsmaestro per cominciare la sua carriera nel mondo della musica. In un'intervista ha dichiarato di essere stato influenzato dal rapper Booba e dal suo album Time Out. In seguito ha cambiato il suo pseudonimo, optando per Stromae.
A diciotto anni ha formato il gruppo Suspicion in compagnia di J.E.D.I., un altro rapper con cui ha composto la canzone e girato il videoclip del brano Faut k't'arrête le Rap. Dopo il videoclip J.E.D.I. ha deciso di lasciare il duo e Stromae ha iniziato così la sua carriera da solista.
Nel 2005 ha iniziato a ottenere i primi risultati. Ha partecipato a Hip hop Family nel 2006 e anche a Juste Debout Benelux nel 2007. Ha lavorato per un anno in un fast food per mantenersi gli studi, integrandoli con una scuola privata. I soldi erano tuttavia insufficienti e si è iscritto all'INRACI sezione cinema, dove ha studiato ingegneria del suono e realizzato le sue prime opere: l'album di quattro titoli Juste un cerveau, un flow, un fond et un mic… uscito nel 2007. Si è fatto conoscere sempre di più collaborando con molti rapper, tra cui BdBanx e Beretta (nella compilation Dès le départ) e Kery James.
Nel 2008 ha firmato un contratto con l'etichetta discografica Because Music, un marchio indipendente, e Kilomaître, il suo primo contratto per i successivi 4 anni. Ha prodotto la canzone Cette fois della cantante Melissa M., le canzoni Ghetto (insieme a Jmi Sissoko), Intro Egotripes, Egotripes, Vrai Peura e X e Y del rapper Kery James. Ha prodotto anche la canzone Si je t'emméne della cantante Anggun (insieme ad Anggun stessa, Pras Michel e Jmi Sissoko). Ha prodotto canzoni anche di gruppi musicali locali come Starflam e cantanti locali come James Deano e Shadow Loowee. Al tempo stesso ha diffuso i suoi video in streaming sulla rete, spiegando le sue creazioni musicali sotto forma di lezioni chiamate appunto Les leçons de Stromae e ha pubblicato il videoclip del brano C'est Stromae.

### Cheese(2009-2013)
Nel 2009 ha effettuato uno stage presso la radio NRJ a Bruxelles. Vincent Verbelen, un manager musicale, ascoltandolo, è rimasto colpito dalle sue composizioni musicali e ha deciso di ripubblicare i suoi album. A questo punto sigla un contratto con la Vertigo Records, di proprietà della Mercury Records e crea una società musicale di nome Mosaert. Il presidente dell'Universal Music France Pascal Nègre ha detto che era sedotto dalla "forza" delle sue canzoni e dal suo talento che gli è "saltato" in faccia; per di più ha visto che nel profilo Myspace di Stromae c'erano ben 300 000 visite.
Nel 2010 viene pubblicato il suo primo album Cheese e, sempre nello stesso anno, il singolo Alors On Danse.
L'album Cheese è stato pubblicato nel giugno 2010, in concomitanza con il singolo House'llelujah, che è accompagnato da un videoclip. Nello stesso anno Stromae è apparso in un video dell'attore francese Jamel Debbouze, intitolato Made in Jamel, in cui Stromae viene consigliato da Debbouze di comporre il singolo Alors on danse.
Il 23 maggio 2011 durante la registrazione della trasmissione francese Taratata, Stromae ha fatto un medley di Alors on danse e di Don't Stop the Party con i Black Eyed Peas, canzone nella quale aveva partecipato con il famoso gruppo statunitense. Stromae aveva incontrato per la prima volta il leader dei Black Eyed Peas, will.i.am agli NRJ Music Awards di Cannes e il cantante statunitense gli aveva detto che gli sarebbe piaciuto duettare con lui e amava la canzone Alors on danse. Dopo un 2011 pieno di attività con le pubblicazioni di diversi singoli, è restato totalmente in disparte per tutto il 2012, ritornando sulle scene con il suo nuovo singolo Humain à l'eau, pubblicato il 21 dicembre dello stesso anno su YouTube.
Nel 2011 riceve la candidatura agli MTV Europe Music Awards 2011 nella categoria "Best Belgian Act".

### Racine carrée(2013-2015)

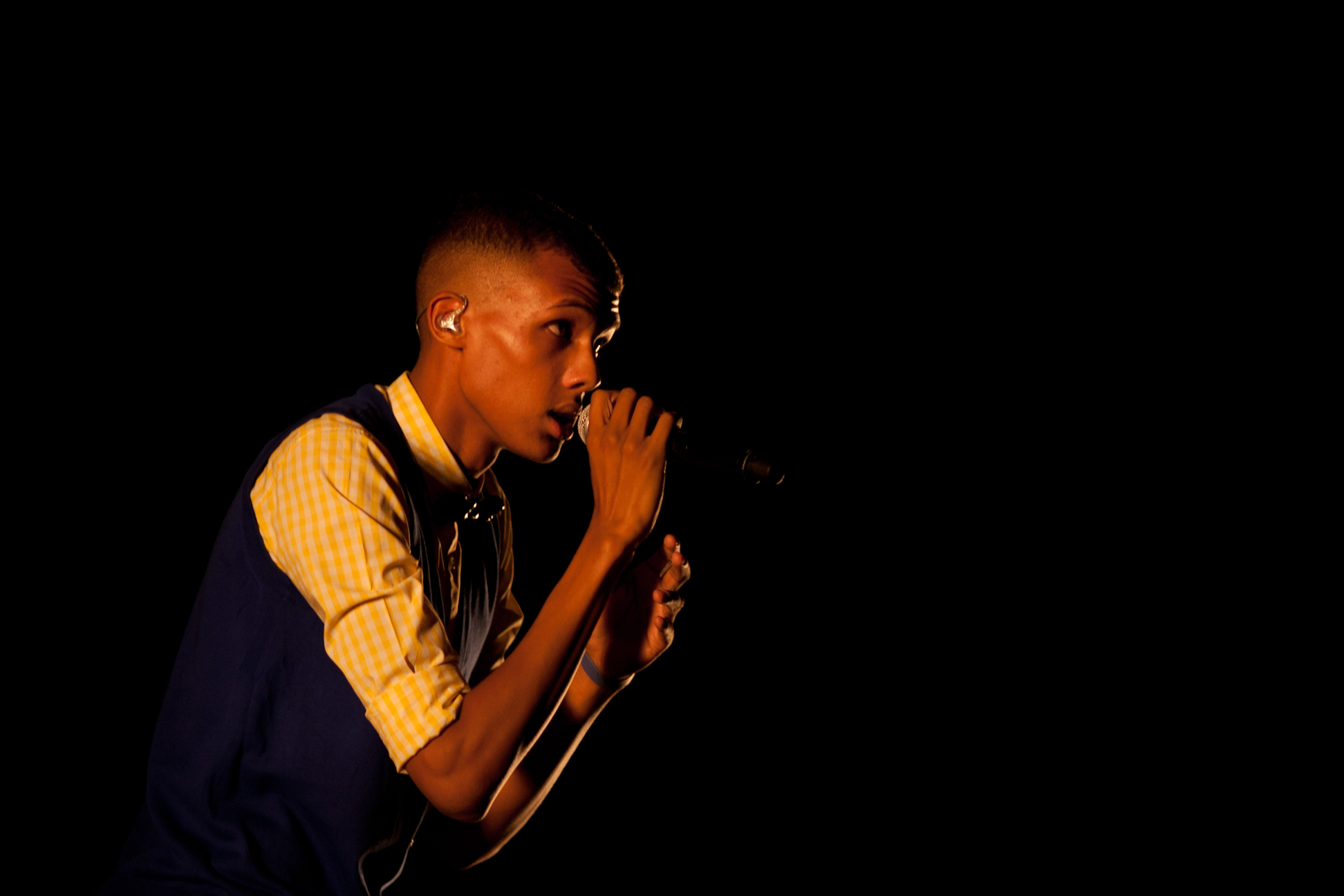
Stromae durante un concerto

Nel maggio 2013 ha pubblicato il primo singolo estratto dal suo secondo album. Il brano, dal titolo Papaoutai, ha ottenuto un forte successo in Francia, Belgio, Paesi Bassi, Germania, Italia e altri paesi francofoni, tra cui il Marocco. Poche settimane dopo è stato diffuso sul web il video (quasi amatoriale) di Formidable, in cui l'artista si fingeva ubriaco a Place Louise, alle porte del centro di Bruxelles. Nel mese di luglio 2013 ha annunciato la pubblicazione di Racine carrée ("radice quadrata", reso graficamente col corrispondente simbolo matematico √), suo secondo album discografico, che è stato pubblicato il 16 agosto 2013. L'album ha venduto oltre due milioni di copie in Francia (4 volte disco di diamante).
Nel maggio 2013 ha pubblicato il singolo Formidable, seguito nel dicembre dello stesso anno dal terzo singolo estratto, ossia Tous les mêmes. Anche in questi casi l'artista si è fatto apprezzare non solo per la composizione e la voce, ma anche per i videoclip, come gli altri, ricchi di spunti e suggestioni. Il 3 febbraio 2014 è uscito il terzo singolo estratto da Racine carrée, Ta fête, che anch'esso ha una coreografia molto particolare nel videoclip.
Il 22 febbraio 2014 è stato ospite del Festival di Sanremo 2014 condotto da Fabio Fazio, dove si è esibito con la canzone Formidable. Il giorno seguente ha eseguito Papaoutai (secondo singolo estratto dal disco) e Tous les mêmes (terzo singolo estratto dal disco) nel programma di Fazio Che tempo che fa.
Il 6 marzo 2014 l'album Racine carrée si è piazzato al primo posto nella classifica FIMI degli album più venduti in Italia, primo disco in lingua francese della storia a riuscirci. In seguito fa uscire il video di Ave Cesária, canzone dedicata alla cantante capoverdiana Cesária Évora.
Nel giugno 2014 si esibisce alla NBC debuttando sulla televisione statunitense nel programma Late Night with Seth Meyers. Nell'ottobre seguente collabora con artisti come Lorde, Pusha T, Q-Tip ed Haim alla realizzazione del brano Meltdown per la colonna sonora del film Hunger Games: Il canto della rivolta - Parte 1. Il 1º aprile 2015 pubblica su YouTube il video del brano Carmen, clip in cartone animato che vede protagonista l'uccellino di Twitter.

### Il ritiro dalle scene (2015-2018)
Nel giugno 2015 è costretto ad annullare tutti i suoi concerti fino al 2 agosto a causa di alcuni problemi di salute dovuti alla profilassi antimalarica che aveva fatto per il suo concerto a Kinshasa. Tra le tappe in programma vi erano anche due concerti in Italia e uno a Kigali.
Nel 2016 Stromae ha dichiarato di volersi prendere una pausa a tempo indeterminato come cantante e continuare solamente come autore per artisti terzi: "Non smetto di fare musica. Voglio scrivere, comporre, ma farlo un po' nell'ombra. Continuare il lavoro che abbiamo fatto per me, ma lo farò per altri. Questa è la linea che seguirò per i prossimi anni."

### Il ritorno eMultitude(2018-presente)
Nel 2018 l'artista torna nel panorama musicale accompagnando il rapper francese Orelsan nei suoi concerti a Bruxelles, e più precisamente nel brano (prodotto da Stromae stesso) La Pluie. In seguito pubblica Défiler (bande originale de la capsule n° 5 Mosaert), brano composto con il fratello Luc Junior Tam e il cui video mostra la collezione d'abbigliamento presentata di recente a Parigi dal cantante. Nel novembre 2019 canta il brano Arabesque con Chris Martin nel concerto dal vivo su YouTube per il lancio dell'album dei Coldplay Everyday Life e compare nello stesso album.
Il 15 ottobre 2021 pubblica il suo nuovo singolo Santé, che segna il suo ritorno dopo oltre 5 anni.
Il 9 gennaio 2022 è ospite al telegiornale del canale televisivo francese TF1 per presentare L'enfer
(L'inferno), secondo singolo tratto dall'album Multitude uscito il 4 marzo 2022. Canta il brano per la prima volta in diretta e come risposta all'ultima domanda della giornalista che lo stava intervistando a proposito del suo periodo difficile («In questi ultimi sette anni hai lottato con un certo malessere e ne parli molto francamente. Nelle tue canzoni parli anche di solitudine: la musica ti ha aiutato a liberartene?»).
Il 4 marzo dello stesso anno, pubblica il suo terzo album in studio Multitude.
Dopo un intervallo di silenzio creativo della durata di due anni dovuto a suoi problemi di salute, il 23 novembre 2024 fa ritorno sulla scena musicale con la canzone Ma meilleure ennemie, cantata in coppia con la cantante francese Pomme e pubblicata come primo estratto della colonna sonora della seconda stagione della serie animata Arcane.

## Stile ed influenze
Tra i diversi generi che hanno influenzato l'artista e che lui inserisce nei propri lavori vi sono la musica house, l'hip hop, la musica d'autore, la musica dance anni novanta, la world music (in particolare afrobeat e la rumba congolese).
In patria e in Francia l'artista è stato accostato a Jacques Brel.

## Temi
Nel suo primo album Cheese affronta temi quali l'amore non corrisposto, la violenza, l'estate e la fede. In Racine carrée i temi più ricorrenti si fanno più seri e impegnati: l'alienazione dai social network come Twitter (Carmen), il cancro (Quand c'est?), i problemi di coppia (Tous les mêmes), l'emarginazione sociale e l'alcolismo (Formidable), la malattia (Moules frites), i problemi familiari autobiografici (Papaoutai) e la denuncia nei confronti della mancanza di reazione da parte della società riguardo a razzismo, sessismo e omofobia (Bâtard).

## Vita privata
Il 12 dicembre 2015 si è sposato a Malines con la stilista belga Coralie Barbier. La coppia ha avuto un figlio il 23 settembre 2018.

## Formazione
Collaboratori
- DJ Psar - sintetizzatore
- Mànoli Avgoustinatos - keyboard
- Florian Rossi
- Yoshio Masuda
- Simon Le Saint
- Dimitri Borrey
- Coralie Barbier
- Olivier Bold
- Thomas Van Cottom
- Lionel Capouillez

## Strumenti utilizzati
- Tastiere M-Audio
- Tastiere Akai Professional
- Propellerhead Reason
- Digidesign Mbox2
- Banjo
- Kazoo
- Viola

## Discografia

### Album in studio
- 2010 – Cheese
- 2013 – Racine carrée
- 2022 – Multitude

### Album dal vivo
- 2020 – Racine carrée Live

### Tournée
- 2011 - Stromae Tour
- 2013/15 - Racine carrée Tour
- 2022/23 - Multitude Tour

## Riconoscimenti
- 2009 – NJR Music Tour: Rivelazione musicale dell'anno del Belgio francofono conferito dal ministro della cultura Fadila Laanan il 3 aprile 2010[19]
- 2010 – Music Industry Awards: Hit dell'anno (Alors on danse) e Rivelazione musicale dell'anno
- 2011 – Association européenne des brass bands
- 2011 – Victoires de la musique: Album di musica elettronica o dance dell'anno (Cheese)
- 2011 – Octave de la musique: Artista dell'anno e Evento dell'anno
- 2013 – Festival international du film francophone de Namur: Miglior video (Papaoutai)
- 2013 – NRJ Music Awards: Artista francofono maschile e Canzone francofona (Formidable)
- 2014 – Victoires de la musique: Interpretazione di artista maschile, Miglior video (Formidable) e Miglior album di canzoni, vario (Racine carrée)[20]
- 2014 – Octaves de la musique: Artista dell'anno, Bel RTL Premio del Pubblico e Album in francese (Racine carrée)
- 2014 – World Music Awards 2014: Artista con le migliori vendite nel Benelux
- 2015 – Victoires de la musique: Concerto dell'anno